# Phil Murphy
Philip Dunton (Phil) Murphy (Needham (Massachusetts), 16 augustus 1957) is een Amerikaans politicus van de Democratische Partij. Sinds januari 2018 is hij de gouverneur van de Amerikaanse staat New Jersey.

## Loopbaan
Vóór zijn politieke carrière werkte Murphy lange tijd bij Goldman Sachs. Van 2009 tot 2013 was hij ambassadeur van de VS in Duitsland.
Murphy stelde zich in 2017 namens de Democratische Partij verkiesbaar voor het gouverneurschap van New Jersey, de staat waar hij sinds eind jaren negentig woonachtig is. De gouverneursverkiezingen van dat jaar wist hij met gemak te winnen, waarna zijn inauguratie op 16 januari 2018 plaatsvond in de hoofdstad Trenton. Murphy volgde als gouverneur de Republikein Chris Christie op, die New Jersey sinds 2010 geleid had. Murphy's luitenant-gouverneur werd Sheila Oliver, de eerste zwarte vrouw met een dergelijke hoge functie in New Jersey.
Na vier jaar werd Murphy bij de gouverneursverkiezingen van 2021 herkozen voor een tweede ambtstermijn. Het was de eerste keer sinds 1977 dat een Democratische gouverneur in New Jersey herkozen werd. Tussen 2022 en 2023 was hij tevens voorzitter van de National Governors Association.
In augustus 2023 was Murphy op vakantie in Italië toen luitenant-gouverneur Sheila Oliver, die op dat moment zijn taken waarnam, plots overleed. Murphy keerde vervroegd terug naar New Jersey en benoemde een maand later Tahesha Way als nieuwe luitenant-gouverneur.
- Gemeinsame Normdatei: 141279311
- SNAC: w6n40m9k
- Virtual International Authority File: 120881990
- WorldCat: E39PBJdRt8T44fV83KvPw3DjG3